# 下瀬隆十
下瀬 隆十（しもせ たかとお）は、江戸時代前期から中期にかけての武士。初めは周防国下松藩（徳山藩）士だったが、後に長州藩士となる。下瀬氏10代当主。

## 生涯
下瀬氏は石見国の国人・吉見氏の庶流。寛永6年（1629年）、下松藩士・下瀬隆直の子として誕生。
寛永15年（1638年）8月1日、下松藩主・毛利就隆の加冠を受けて元服し、「隆」の偏諱と「弥五郎」の通称を与えられた。
万治2年（1659年）、父の隆直は毛利就隆に暇乞いを認められて、徳山藩を離れる事となり、隆十も父と共に徳山から萩へ移り住んだ。牢人となった隆直は「上領五郎左衛門」と名乗り、隆十も同じく「上領」の姓を名乗る。後に長州藩2代藩主・毛利綱広に召し出されて長州藩士となり、以後、綱広、吉就、吉広の3代に仕えた。寛文12年（1672年）7月27日に父が死去し、その後を継いだ。元禄9年（1696年）には姓を「上領」から「下瀬」へと復している。
宝永2年（1705年）8月15日に77歳で死去。楢崎就兼の次男である頼房が婿養子として後を継いだ。